# 恋渕ももな
恋渕 ももな（こいぶち ももな、1999年3月3日 - ）は、日本のAV女優、歌手、作詞家。ライフプロモーション所属。SODクリエイト専属。2022年4月21日、AV女優としてデビュー。こいもも名義で歌手活動も行う。

## 来歴

### 誕生 - 小学生
秋田県に生まれ、山形県で育つ。小学4年時に胸のサイズがCカップになり、初めてブラジャーを付けた。小学6年時にはDカップにまで成長。当時は一般的なスクール水着では横乳がはみ出すこともあり、水泳の授業が嫌だったという。小学生のうちに自慰行為を覚える。自分で首を締めたり、呼吸を止めながら自慰をするようになり、マゾ気質を開花させていく。

### 中学生
中学校では生徒会を経験。所属していた吹奏楽部ではサックスを吹いていた。このころにピアノで腱鞘炎になる。中学1年時には身長158cmでEカップ、中学3年時にはFからGカップであった。学童用ではこのサイズがないためこの当時より大人用の下着を着用するようになる。この頃から他人に見られることを妄想し、興奮を覚えていく。

### 高校生
マラソンと水泳が無いことや男性の目がないことを重視し、女子高に進学した。所属した放送部では部長を務め、3年の時には全国大会に出場した。友達からは朝の挨拶代わりに胸をタッチされており、バストはHカップまで成長していた。
この当時「anan」の性特集で大槻ひびきを知り、のちにカレンダーを購入するほどのファンになる。

### 公務員予備校
学生時代は歌手や声優やアパレル業に憧れていたこともあったが親に認められず、大学進学も認められなかった。両親には公務員になることを強いられ、そのため公務員予備校に通っていた。公務員試験の得意科目は日本史であったが、政治学や数的推理も公務員試験模試で毎回ほぼ満点をとるほど得意であった。この間に、出会い系（マッチングアプリ）で出会った年上の会社員と初交に至る。初めての性行為は気持ちの良いものではなかった。このとき19歳であった。初交が遅かったのは、女子高で出会いがなかったからである。

### 公務員
山形県山形市の地元の市役所で地方公務員を経験。税務課に配属され、主に軽自動車税や介護保険料や後期高齢者医療保険料などを担当し、確定申告の確認作業も行っていた。仕事と職場でのセクハラによるストレスから出会い系に走り、AVデビューまでの経験人数は15人ほどにのぼる。この間に出会った上手な男性に手ほどきを受け、性行為の快感や潮吹きを覚えた。また、おもちゃを使った自己開発によりイクことを覚えた。
約4か月の入院による一時休職ののち総務課に移動。しかしトラウマは変わらず、激務とセクハラによるストレスから退職を決意するも、母親に大反対される。退職後に精神を病んだのちも「公務員を辞めたお前が悪い」と言われたという。

### グラビア - AV女優
ある日、事務所WebサイトのAV女優募集ページから応募、公務員退職後の2021年に上京し、そこで面接を受けて採用。2022年2月に光文社『FLASH』でグラビアデビューを飾った。ももなから恋渕ももなへと改名後、『FLASH』2022年3月15日発売号でヘアヌードを披露。苗字の「恋渕」は、百人一首にもある陽成院の句である『筑波嶺の 峰より落つる男女川 恋ぞつもりて 淵となりぬる』に由来する。グラビアを始めたのは嫌だった巨乳を逆に活かしたいと考えたから。また、別の理由として「もっと喜んでもらえるかなと思って」と述べている。
同年4月21日、AV女優に転身。SOD StarレーベルからAVデビュー。AVを始めたのは、グラビアの現場の人や読者に褒めてもらえたこと、そもそも人に見られることが好きだったからである。初めてのAV撮影現場では、緊張するどころか楽しめたという。同年11月18日に自身のYouTubeチャンネルを開設し、YouTuberデビューを果たした。2023年3月28日に自身のYouTubeチャンネルにて、バストがOカップに成長していたことを報告した。
2023年4月29日、東中野旧SyainBarにてデビュー1周年トークイベントを開催。5月19日、SOD Star2022年専属デビュー組4名（神木麗、恋渕ももな、小湊よつ葉、星乃莉子）でユニット「4star X sister」（シスターシスター）を結成。同日Youtubeチャンネルを開始。
7月20日発売の作品『初ナマ中出し解禁。汗だくまみれの大絶頂、大絶叫セックス 恋渕ももな』にて、人生で初めての中出しをされる。初めての中出しは吉村卓によるものであった。
7月31日週FANZA通販フロアランキングにて、『【夏といえば水着！SODstar全員ビキニ祭】THE ビキニ女子会 グラマスボディの仲良しツートップが豪華W中出し！ 神木麗 恋渕ももな』が、初登場1位を記録。
9月18日週FANZA通販フロアランキングにて、『箱根湯本温泉を訪れた恋渕ももなちゃん（24）タオル一枚男湯入ってみませんか？HARD』が初登場7位を記録。
10月2日週FANZA動画フロアランキングにて、『初ナマ中出し解禁。汗だくまみれの大絶頂、大絶叫セックス 恋渕ももな』が初登場3位。
10月23日週FANZA通販フロアランキングにて、『隣の部屋に住む爆乳OL 無防備な乳がエロすぎて…自宅侵入即レ●プ 強●中出し監禁 恋渕ももな』が初登場8位を記録。同年10月30日週のFANZA通販フロアランキングで7位浮上。
同年12月25日週FANZA動画フロアランキングにて、同年10月発売の『箱根湯本温泉を訪れた恋渕ももなちゃん（24）タオル一枚男湯入ってみませんか？HARD』が再注目され5位浮上。
2024年3月3日、自身初となる誕生日イベント「恋渕ももな生誕祭 2024」を東京・代々木 A Talk Club WOOFERにて開催。オリジナル曲『魔法のことば』を披露。また4月5日には、東京・渋谷のバイブバー「ワイルドワン」にて、ワイルドワン復活記念イベント「バイブバー復活記念! 恋渕ももなバイブバー1日店長就任!」に出演し、同店の1日店長を務めた。
2024年4月発売『アサヒ芸能』発表「2024現役AV女優セクシー総選挙」において総合49位（東京圏外、大阪39位）となる。FANZA通販フロア2024年4月度月間AV女優ランキング10位ランクイン。
2024年4月22週FANZA通販フロアランキングにおいて『いいなり温泉旅行 恋渕ももな』が10位ランクイン。
2024年6月12日、初ワンマンライブ『月で逢いましょう vol.96』を東京・三軒茶屋グレープフルーツムーンにて開催。同ライブでは、前述のオリジナル楽曲「魔法のことば」のほか、恋渕が好きなアニメ作品『ひろがるスカイ!プリキュア』のキャラクター・虹ヶ丘ましろ（CV：加隈亜衣）の楽曲「わたしリフレクション」や同アニメのエンディングテーマ吉武千颯の「Dear Shine Sky」、恋渕が好きな声優である小倉唯の楽曲「白く咲く花」、つばきファクトリーの「でも…いいよ」などのカバーを披露した。同年7月17日、配信シングル「魔法のことば」（SOD Records）で歌手デビュー。
同年7月29日週FANZA通販フロアにて、『正月休みの帰省中、成長してどちゃクソ可愛くなっていた幼馴染に彼女のマ〇コでイケない悩みを打ち明けたら、膣内射精の練習で何度もナマ中出しSEXをさせてくれた。恋渕ももな』が初登場6位を記録した。
2025年3月11日、公式Xにてこれまで出身地とされていた秋田県は出生地であって実際に育ったのは山形県であること、デビュー時身バレ防止のために秋田県出身としていたが家族や同級生などは皆既にAV女優であることを知っており隠す必要が無くなったため実際の出身地を公表することをポストしXのプロフィールも「山形県出身」に変更した。
同年7月7日週FANZA通販フロアランキングにて、『「ゴムをつけてといいましたよね…」販売数約10万ダウンロード超えの超人気作完全実写化!!!』が初登場7位ランクイン。

## 人物
- かわいい服が似合わない、着れる下着がない[51]、太って見える、肩こりがひどい、社会人になってからは顔よりもおっぱいを見られる、セクハラ対象になる、性被害に遭うなど[23]、胸の大きさはコンプレックスでしかなく[5][51]、一時は手術で縮小することも考えていた[52][23]。マイナスなものがプラスになる、そんなAV業界は天職だという。
- 好きなものはハロー!プロジェクト（北川莉央、豫風瑠乃、北原もも）[27]。2024年時点では、CANDY TUNE[53]。日本史（特に戦国時代と幕末、好きな人物は大谷吉継、明智光秀、斎藤一。）[27]。プラネタリウム（星座と神話好き）[27]。UMAや妖怪[27]、セーラームーン、ポケモン、スタバ、入浴剤、ピュレグミ、ラノベ、ピンク色[54]。日本史はコーエーテクモのゲーム（入り口は乙女ゲーム）から好きになった[17]。アイドルはミニモニを入り口に、かつて関ジャニ∞ヲタであった[53]。
- 好きな仮面ライダーは電王、キバ、ディケイド、W、オーズ/OOO[14]。
- 流行りのアニメは興味が無いことが多いという[54]。
- 愛用しているブラジャーのブランドはPanacheとFreya[14]。バストサイズが更に大きくなってからはニップレスのみつけたノーブラで過ごしている。
- 共演したいAV女優は大槻ひびき[14]。前述のように初めてあこがれを抱いた女性でもある[16]。なお、大槻とはデビュー3周年記念のレズ作品で共演しており夢は叶っている。
- 小麦アレルギーおよび日光アレルギーである[27][54][55]。
- 自他ともに認める運動音痴[13]。AVデビュー作ではパイズリを披露しているが、自分の胸が重すぎ途中から筋トレのようになり、二の腕がつかれて大変だったという[5]。
- 自身のYouTubeチャンネルの動画作成は元放送部の経験を生かし事務所スタッフの手を借りず自ら行っている。
- 100円ショップやアニメショップでのアルバイト経験がある[14]。
- 過去の経験からセクハラに遭う女性に対しては「あなたが悪いのではなく環境が悪い」「環境を変えるために動くことは何も恥ずかしいことじゃない」と述べている[17]。
- 市役所職員時に統合失調症と診断されており[15]、この時期の自傷行為による傷跡が両腕に残っている[16]。
- 母親の怒鳴り声が一日中響く環境で育ったため、家を出た他人とは一緒に生活することができず、結婚もしたくないという[16]。

## 性癖
- ドMである。プレイにおいて、見られることや放置されることが基本的に好きである。AVの撮影現場では複数のスタッフに見られているため、視線に興奮して我慢できず、カメラが回る前にオーガズムに達してしまう[20]。特殊な願望としては、首輪をつけてもらうこと、リードをつけた状態で散歩してもらうこと、麻縄で縛って放置してもらいたいといったものがある[56]。
- 好きな性交体位はバック[14]。
- 自慰行為は思い立ったら毎日でもする。バイブレータを膣に挿入しながら、クリトリスに電マを当てて自慰を行うのが一番好きだという[12]。自身がオークションにかけられて輪姦されることや、自身の出演作品を見てもらうことを妄想しながら自慰行為に耽ける。脳イキできることもあり、1分以内に終了する。撮影前は自慰行為を控えている[20]。視線がないと本気で気持ちよくなれないという[12]。

## 作品

### アダルトビデオ
2022年
- 無限大のMカップ 超大型新人 恋渕ももな SODstar AV Debut（4月21日、SODクリエイト）[57]
- 100万人に1人の奇跡のMカップボディを徹底的に堪能する超接写圧倒的アングル3SEX 恋渕ももな SODstar（5月26日、SODクリエイト）[58]
- 揺れすぎ注意 爆乳を激しく揺らすガン突きM乳揺れFUCK 恋渕ももな（6月23日、SODクリエイト）[59]
- 学園祭で生徒会長のももなちゃんがえっちすぎるほぼ全裸コスプレでお店は大行列! 大繁盛! 逆バニー・逆制服・逆チアガールで誘惑! 恋渕ももな（7月21日、SODクリエイト）[60][61]
- 射精無限大Mカップソープ 必ず10発抜いてくれる! 笑顔で癒される神乳ボディ 恋渕ももな（8月25日、SODクリエイト）[62]
- 大量潮吹きするほどピストンバイブでイカされて「もうイッてるからぁぁ」アクメ直後もガンガンッ膣奥を突きまくる超追撃ピストン 恋渕ももな（9月22日、SODクリエイト）[63]
- Mカップの谷間がハンパないメンズエステ嬢に誘惑されてフル勃起! さらに、裏オプション追加で淫語を囁かれながら合計10連射 恋渕ももな（10月20日、SODクリエイト）[64][65]

2023年
- Mカップの愛人の虜になって、ハメまくる温泉不倫旅行 恋渕ももな（1月26日、SODクリエイト）[66][67]
- 彼女の姉の風呂上りの無防備なノーブラ姿に勃起が抑えきれず襲おうとしたら、逆に超むっつり絶倫で何度もハメられた 恋渕ももな（2月23日、SODクリエイト）[68][69]
- 誘惑お姉さんの神乳Mカップおっぱいでパイズリ発射 恋渕ももな（3月23日、SODクリエイト）[70][71]
- ずっとおっぱいと一緒! 2泊3日イチャラブ乳もみ旅行 恋渕ももな（4月20日、SODクリエイト）[72]
- 神乳エロコス! 連続ピストンでオーガズムイキ狂い! 爆乳Oカップをガンガン責め! 恋渕ももな（5月25日、SODクリエイト）[73]
- 際どいグラビアアイドルをしてた経歴を内定先にバラすと脅されて、大嫌いな店長のいいなりに… 恋渕ももな（6月22日、SODクリエイト）[74]
- 初ナマ中出し解禁。汗だくまみれの大絶頂、大絶叫セックス 恋渕ももな（7月20日、SODクリエイト）[32][33][34]
- 【夏といえば水着! SODstar全員ビキニ祭】 THE ビキニ女子会 グラマスボディの仲良しツートップが豪華W中出し! 神木麗 恋渕ももな（8月24日、SODクリエイト）[75][76]
- デカパイOカップ美女が風俗店に体験入店! 甘サド風俗・花魁デリヘル風俗・個室おっぱぶ店・SM倶楽部にガチンコ体当たり潜入ドキュメント 恋渕ももな（9月21日、SODクリエイト）[77]
- 箱根湯本温泉を訪れた恋渕ももなちゃん (24) タオル一枚男湯入ってみませんか? HARD（10月26日、SODクリエイト）[78]
- 隣の部屋に住む爆乳OL 無防備な乳がエロすぎて… 自宅侵入即レ●プ 強制中出し監禁 恋渕ももな（11月23日、SODクリエイト）[79]
- 異世界転生したら爆乳回復術士と冒険することになって、ハメまくり。 恋渕ももな（12月21日、SODクリエイト）[80]

2024年
- はじめてのドクハラ健康診断 変態医師のスケベ検診に悔しくもガクガク声我慢イキするOL 恋渕ももな (24)（1月25日、SODクリエイト）[81]
- 胸の感度が馬鹿になるほど気持ち良くなる媚薬を飲ませて… エンドレス乳責めでイキまくり! Oカップキメセク乳イキ!! 恋渕ももな（2月22日、SODクリエイト）[82]
- 爆乳Ocupで誘惑して男を虜にして、こっそり裏オプで本番中出しさせてるおっパブ嬢 恋渕ももな（4月25日、SODクリエイト）[83]
- いいなり温泉旅行 恋渕ももな（5月23日、SODクリエイト）[84]
- パワハラくそ上司が女体化したので、社内共有膣にしました。 恋渕ももな（6月20日、SODクリエイト）[85]
- デリヘル呼んだらいつも領収書を突っ返してくる経理部の欲求不満OLと遭遇 「まさか、飲食代で落とさないでくださいよ…」と言いつつ生本番させてくれ自宅でも会社でもヌいてくれる関係に 恋渕ももな（7月25日、SODクリエイト）[86][87]
- 正月休みの帰省中、成長してどちゃクソ可愛くなっていた幼馴染に彼女のマ〇コでイケない悩みを打ち明けたら、膣内射精の練習で何度もナマ中出しSEXをさせてくれた。恋渕ももな（8月22日、SODクリエイト）[88][89]
- ドエロい肉感ムチムチボディのOカップ爆乳ヤリマンOLがエロ度100％でオフィスの男性社員片っ端からヌキまくった 恋渕ももな（9月26日、SODクリエイト）[90]
- しこまれブライダルエステ 特別媚●フルコースで感度超増強した爆乳婚約者は理性が崩壊し失禁絶頂を繰り返した 恋渕ももな（10月24日、SODクリエイト）[91][92]
- おとなりのだらしなお姉さんに慰められる話 恋渕ももな（11月21日、SODクリエイト）
- この爆乳女、飼いならし済。好き放題してやってください。何でも言うこと聞きます。〇時に〇〇ホテルの〇号室でお待ちしております。 恋渕ももな（12月26日、SODクリエイト）

2025年
- 修学旅行でぼっち行動してた僕に同情し真面目な爆乳先生がこっそりヌイてくれた10発射精の宿泊記録。 恋渕ももな（1月23日、SODクリエイト）
- 究極の着衣爆乳ラッキースケベ5シチュエーション 無意識エロスに欲情して超HARDピストンが止まらない。恋渕ももな（2月20日、SODクリエイト）[93]
- 隣人の絶倫チ○ポをからかい上手な恋渕さんの終わらない無限PtoM射精管理がヤバすぎて彼女と別れることになりました。 恋渕ももな（3月20日、SODクリエイト）[94][95]
- 大乱交解禁! 25本チ●ポの連続ケダモノピストンでのSUPER大絶頂SEX＆19発ぶっかけ SPECIAL!! 恋渕ももな（4月24日、SODクリエイト）[96] ※それぞれ異なるジャケット写真を使用した『通常版』と『特典映像収録版』（「恋渕ももなのオナニー動画」を追加収録）の2種類あり。
- ごっくん解禁！喉奥マ〇コに19発射精＆連続性交HARDピストン10P乱交SPECIAL！！ 恋渕ももな（5月22日、SODクリエイト）
- 総集編ベスト 恋渕ももな3周年記念おっぱいまみれの10時間 ～MカップからOカップへの軌跡～ デビュー作を含めた20作品の中から選び抜かれた珠玉の20コーナー（6月12日、SODクリエイト）
- 彼氏の相談していた憧れのバリキャリ女上司に、偏愛レズNTR（寝取られ）ました。 恋渕ももな 大槻ひびき（6月26日、SODクリエイト）
- ナイトプールバーで爆乳お姉さんに誘惑痴女されたお話。 恋渕ももな（7月9日、SODクリエイト）
- 恋渕ももな 超神乳パイズリ穴解禁、110cmOカップ谷間ホールに極上挟射。【笑顔と癒しのムギュムギュ応援射精体験12発】（7月24日、SODクリエイト）
- 「ゴムをつけてといいましたよね…」販売数約10万ダウンロード超えの超人気作完全実写化！！！ 恋渕ももな（8月21日、SODクリエイト）

### アダルトVR
2023年
- VR CHANNEL 002 恋渕ももな 恋渕ももなを感じる (身体、唇、胸、顔、素) 5コーナー × 全裸観察 × キス・囁き特化 × おっぱい密着特化SEX × イキ顔特化 × ハメ撮り特化SEX（5月15日、SODクリエイト）

2024年
- アニメ乳オフパコレイヤー モモナ Oカップ 110cm 恋渕ももな（6月24日、SODクリエイト）
- 愛が重すぎる爆乳義妹の逆夜這い誘惑に耐え切れず、朝日が昇るまで汗だく中出し性交し続けたある夏の話。恋渕ももな（7月25日、SODクリエイト）

### イメージビデオ
- THIS MOMENT 恋渕ももな（2024年6月7日、ファインピクチャーズ）[97]

### 写真集
- らぶぱら 恋渕ももな（2022年10月15日、竹書房）[98]
- Answer 恋渕ももな写真集（2023年5月31日、徳間書店）[99]
- こいもも 恋渕ももな写真集（2024年4月30日、双葉社）[100][101]
- 蜜ぱら 恋渕ももな（2025年3月1日、竹書房）[102]

#### デジタル写真集
- FLASHデジタル写真集R　恋渕ももな　Mカップ元公務員のヘアヌード（7月29日、光文社、撮影：井上たろう）
- 恋渕ももな Mの真実 アサ芸SEXY女優写真集（12月19日、徳間書店、撮影：植野恵三郎）

- 【電子書籍版限定アザーカット追加】 Answer 恋渕ももな写真集（5月31日、徳間書店、撮影：植野恵三郎）※アザーカットを追加収録した電子書籍限定版。
- 神木麗 星乃莉子 小湊よつ葉 恋渕ももな Lucky Clover（7月21日、小学館、撮影：桑島智輝）[103]
- 小湊よつ葉 恋渕ももな Love Session（7月21日、小学館、撮影：桑島智輝）[104]
- 写真集「Answer」オール未公開カット! 恋渕ももな Lovely Peach（8月16日、徳間書店、撮影：植野恵三郎）
- 写真集「Answer」オール未公開カット! 恋渕ももな Melty Peach（8月16日、徳間書店、撮影：植野恵三郎）
- 恋渕ももな 恋するOカップおっぱい（10月13日、小学館、撮影：富田恭透）[105]

- 恋渕ももな写真集「ぱいだらけ」（6月17日、集英社、撮影：オノツトム）[106]
- 恋渕ももな OH! MY BIG GIRL vol.1 FRIDAYデジタル写真集（7月23日、講談社、撮影：吉場正和）
- 恋渕ももな OH! MY BIG GIRL vol.2 FRIDAYデジタル写真集（7月23日、講談社、撮影：吉場正和）
- 恋渕ももな OH! MY BIG GIRL vol.3 特大ボリューム100ページ超完全版 FRIDAYデジタル写真集（7月23日、講談社、撮影：吉場正和）
- 恋渕ももな ももなのアソビバ（10月16日、徳間書店、撮影：鈴木ゴータ）
- 恋渕ももな ももなの乳惑（10月16日、徳間書店、撮影：鈴木ゴータ）

- 大きすぎてゴメンね 恋渕ももなデジタル写真集（1月24日、双葉社、撮影：塩原洋）[107]

### 音楽
- 魔法のことば（2024年4月21日CD限定発売、7月17日配信、SODrecords）※こいもも名義[47]
  - 作詞：こいもも／Bhadra、作曲：Bhadra[108]
- 相思相愛（2025年3月2日配信、SODrecords）※こいもも名義
  - 作詞：こいもも／Bhadra、作曲：Bhadra

## 製品

### トレーディングカード
- AVC ジューシーハニーコレクションカード PLUS #18 流川夕 & 桃乃木かな & 天使もえ & 恋渕ももな（2023年4月22日、株式会社ハバロッサ）[109]
- AVC ジューシーハニー PLUS ＃24 さくらわかな & 恋渕ももな & 山岸あや花 & 金松季歩（2024年10月26日、株式会社ハバロッサ）
- AVC ジューシーハニーコレクションカード PLUS ＃26 白上咲花 & miru & 恋渕ももな & 小野六花（2025年4月26日、株式会社ハバロッサ）

### アダルトグッズ
オナホール
- 神フェラ クラシック 恋渕ももな（2023年11月25日、SSI JAPAN）
- 日本の名器 恋渕ももな（2023年11月28日、SSI JAPAN）

ローション
- 日本のローション 恋渕ももな 180ml（2023年11月28日、SSI JAPAN）
- 神フェラ唾液ローション 恋渕ももな 180ml（2023年11月28日、SSI JAPAN）
- とろとろローション 極 恋渕ももなコンプリートボックス（2024年10月25日、SSI JAPAN）

## 出演

### ラジオ
- 紗倉まなとニューヨークのマジックミラーナイト（2022年4月10日、17日、文化放送）
- ラジオのアナ〜ラジアナ/深夜3時のヒロイン（2022年6月30日、FM NACK5）
- ニューヨーク・小湊よつ葉のマジックミラーナイト（2023年6月11日、6月18日、文化放送）

### ウェブラジオ
- 大人のイジリー学（2023年5月25日、6月1日、AuDee）[110]

### 映画
- TURNING POINT3（2023年10月14日、エンタメイティブ、監督：ハシテツヤ）- 奥川じゅん 役[111]

### テレビ
- もう!バカリズムさんの超H! #45（2023年6月26日、フジテレビONE）
- ケンコバのバコバコナイト「バコバコSXII」（2025年2月28日 - 3月28日、サンテレビ）

### ウェブバラエティ
- テリー伊藤のお笑いバックドロップ（2024年11月25日[112]、11月28日、テリー伊藤のお笑いバックドロップ/YouTube）

### イベント
2022年
- 『恋渕ももな』サイン･撮影会イベント(4月23日、ラムタラエピカリAKIBA）[113]
- 女子社員酒場プレミアム出勤(5月28日、女子社員酒場秋葉原店)
- 恋渕ももな イベント♡新宿(7月23日、 買取販売市場ムーラン新宿東南口店)
- 恋渕ももな イベント♡秋葉原(8月27日、 アリババ秋葉原店)
- 激アツ‼サマードリームキャンペーン＠ワイルドワン(9月1日、THE VIBE BAR WILD ONE)
- 恋渕ももな イベント♡大阪(9月25日、 買取りまっくす梅田店、 買取りまっくす日本橋店)
- 恋渕ももな イベント♡秋葉原(10月7日、 買取販売市場ムーランアキバ)
- ★恋渕ももな★サイン・撮影会(11月5日、ラムタラ秋葉原店）[114]
- LADY MADONNA -拡大版- 〜I Want To Hold Your Hand〜(11月24日、CLUB CITTA')
- SODLANDプレミアム出勤(11月27日、SODLAND)
- LIFE FES - No LIFE No LIFE -(12月9日、池袋LiveinnROSA)
- ♡SODstar15周年記念アキバに愛に恋(12月10日、ソフネット本店、ラムタラ秋葉原店)
- S○XSOCKS一日店長（12月17日、MAGNET by SHIBUYA109）

2023年
- バイブバー復活記念! 恋渕ももなバイブバー1日店長就任!（4月5日、渋谷 バイブバー・ワイルドワン）[42]
- 月で逢いましょう vol.96（6月12日、三軒茶屋グレープフルーツムーン）※初ワンマンライブ[46]
- Life Promotion presents　恋ももちゃんがみんなに届けるトークライブ　〜推ししか勝たん！届け！ハロプロ愛♡〜スペシャルゲスト：広瀬彩海（10月8日、LOFT9 Shibuya）
- LADY MADONNA 拡大版 2024（11月21日、CLUB CITTA'）[115]

2024年
- 恋渕ももな生誕祭2024（3月3日、東京・A Talk Club WOOFER）
- ミルジェネ「Sweet Memories 2024」DAY1（11月5日、新宿ReNY）

## ギャラリー
- 2022年12月11日『アキバに愛に恋！秋葉原ジャックイベント』
- 2022年12月11日『アキバに愛に恋！秋葉原ジャックイベント』
- 2023年12月3日『SOD AKIHABARA JACK』